# Lîmanske, Pavlohrad
Lîmanske (în ucraineană Лиманське) este un sat în comuna Karabînivka din raionul Pavlohrad, regiunea Dnipropetrovsk, Ucraina.

## Demografie
Componența lingvistică a localității Lîmanske
     Ucraineană (95,39%)
     Rusă (2,76%)
Conform recensământului din 2001, majoritatea populației localității Lîmanske era vorbitoare de ucraineană (95,39%), existând în minoritate și vorbitori de rusă (2,76%) și armeană (1,84%).